# Беляк Геннадій Йосипович
Генна́дій Йо́сипович Беля́к (28 березня 1978, с. Рихальське, Ємільчинський район, Житомирська область, Українська РСР — 19 травня 2014, Слов'янськ, Донецька область, Україна) — український військовослужбовець, десантник, солдат Збройних сил України.

## Життєпис
1992 року закінчив 9 класів Рихальської ЗОШ. Вчився на водійських курсах при районному відділенні Товариства сприяння обороні України, відслужив в армії. Працював у Державному підприємстві «Дослідне господарство «Рихальське» Інституту сільського господарства Західного Полісся Національної академії аграрних наук України». 2000 року одружився. Працював за різними робітничими професіями, останнім часом — в одній з київських фірм, дружина Ольга — на місцевому маслозаводі, виховували двох дітей.
З початком російської збройної агресії проти України рядовий запасу Геннадій Беляк призваний за мобілізацію 20 березня 2014 року. З весни 2014 брав участь в антитерористичній операції на сході України в районі Слов'янська.
Солдат, номер обслуги мінометного взводу мінометної батареї 1-го аеромобільно-десантного батальйону 95-ї окремої аеромобільної бригади, в/ч А0281, м. Житомир.
19 травня 2014 року близько 4:30 російські терористи, з території дитячого садка, що поблизу залізничного вокзалу Слов'янська, обстріляли з міномету опорний пункт ротно-тактичної групи українських військ на горі Карачун, де розташований телерадіопередавальний центр. Солдат Геннадій Беляк помер від отриманих під час обстрілу поранень. Поранень дістали ще двоє бійців з Житомирщини.
21 травня в селі Рихальське прощались з Геннадієм Беляком та його батьком, який помер, їх поховали поряд. Залишились дружина Ольга, донька Каріна 2000 р.н. та син Максим 2005 р.н.

## Нагороди та вшанування
- 19 липня 2014 року — за особисту мужність і героїзм, виявлені у захисті державного суверенітету та територіальної цілісності України, відзначений — нагороджений орденом «За мужність» III ступеня (посмертно)[3].
- 21 січня 2015 року у Рихальській ЗОШ відкрито меморіальну дошку випускнику Геннадію Беляку[4].